# Худавердиев, Камал Агагусейн оглы
Худавердиев Камал Агагусейн оглы (3 мая 1938, Баку — 23 апреля 2008, Баку) — Заслуженный артист Азербайджанской ССР (1982), Народный артист Азербайджана (1991). Один из ведущих актеров Академического национального драматического театра.

## Жизнь и деятельность
Камал Агагусейн оглы Худавердиев родился 3 мая 1938 года в Баку. Его детство совпало с годами Великой Отечественной войны. Сам он говорил 

Двор и жизнь, изображенные в фильме «Я помню тебя, учитель», такие же, как двор и жизнь, в которой я живу.
Во время своего полуголодного-полусытого детства он работал и учился до 7-го класса. Камал днем работал, а по вечерам учился в рабоче-молодежной школе № 6. После окончания школьных лет работал слесарем в газовом управлении. Так как он квалифицированный рабочий, его тоже отправили в командировку в сырые земли Казахстана. Камалу, вернувшемуся в Баку 21-летним молодым человеком, предстояло принять важное решение в своей жизни. Он выбрал театр. Не зная причины, он отдал свои документы в Азербайджанский государственный театральный институт. В 1961 году Камал поступил на факультет драмы и кино Азербайджанского государственного театрального института и получил как художественные, так и жизненные уроки у великих художников Адиля Искендерова, Мехди Мамедова и Рзы Тахмасиба.
Камал Худавердиев, успешно завершивший высшее образование в 1965 году, был принят в труппу 1 октября по предложению Тофика Кязымова, бывшего в те годы главным режиссером Академического национального драматического театра, и, за исключением коротких перерывов, всю свою творческую жизнь он провел в Академическом национальном драматическом театре, сыграв многочисленные роли на сцене этого театра.
- Рауль («Дочь Орлеана» Фридриха Шиллера),
- Фярман («Ялан» Сабит Рахман),
- Латиф («Рана слов» Гейбулла Расулов),
- Аслан («Крестьянка» Мирзы Ибрагимова),
- Лаэрт («Гамлет» Уильяма Шекспира),
- Ибад («Алмаз» Джафара Джаббарлы),
- Аслан («Крестьянка», Мирза Ибрагимов),
- Отар («Странный мальчик»),
- Камандар («Голос из садов»),
- Карим-бей («Одинокое ароматное дерево»),
- Принц («Хуршидбану Натаван», Ильяс Эфендиев),
- Магдуф («Макбет», Уильям Шекспир)
- Король Лир («Король Лир», Уильям Шекспир),
- Дэнни («Золотой», Ю.О’Нил),
- Цезарь («Игра теней», Ю. Эдлис),
- Царь Эдип («Царь Эдип», Софокл),
- Чингисхан («Ночь памяти Сократа», Ч. Айтматов и М. Шаханов),
- Логман («Следы ложатся на дороги»),
- Великий предок («Куда катится этот мир?»),
- Салман Таиров («Грех без наказания»),
- Акшин («Дерево виселицы», Бахтияр Вахабзаде),
- Дворник («Ах, Париж, Париж !», Э.Эльчин),
- Муртуза Мухтаров («Месенат», Али Амирли).

Помимо театра, актер исполнял множество ролей в спектаклях Азербайджанского государственного телевидения. В связи с этим его:
Ильяс Эфендиев «В семье Атаевых»,
- «Рассвет Востока» Анвара Мамедханлы (Джаваншир бек),
- «Алов» Мехди Гусейна (Кашкай),
- Алибала Гаджизаде «Ядигар» (Учитель),
- Назым Хикмет «Последний день праздника» (Фируз) и «Слава или забытый человек» (Доктор),
- «Юрд йери» Эльчина Мехралиева (Махал киши)

роли, которые он играет в телешоу, более исчерпаны в художественном отношении.
В разные годы он играл разных персонажей в фильмах: «Следствие продолжается» (Чингизов), «Самое главное интервью» (Гасанов), «Битва в горах» (Рустамов), «Насими» (Юсиф), «Абшерон» (Али), «Лицом к ветер» на киностудии Азербайджанфильм (начальник фабрики), «Остров с собой не унесешь» (отец), «Гостиничный номер» (ученый), «Деде Горгуд» (отец).
За результативную работу в театре и кино 1 декабря 1982 года Камалу Агагусейн оглу Худавердиеву было присвоено звание Заслуженного артиста Азербайджанской Республики, а 22 мая 1991 года — Народного артиста.
1 апреля 2005 года Худавердиеву была присуждена Персональная пенсия Президента Азербайджанской Республики.
23 апреля 2008 года он умер от сердечной недостаточности.

## Фильмография
1. Алов (фильм, 1979) (полнометражный телеспектакль) — роль: Джалал Кашкай
2. Наводнение унесло Сару (фильм, 1996)
3. Первый месяц года Лошади (фильм, 1993)
4. Семья Атаевых (фильм, 1978) (Илдырым)
5. Последний день праздника (Фируз)
6. Послезавтра, в полночь (фильм, 1981) — озвучивает: Пчелинцев (Юозас Будрайтис)
7. Наша странная судьба (фильм, 2005)
8. Разрушенные мосты (фильм, 1996)
9. Поединок в горах (фильм, 1967) — роль: старший лейтенант Рагимов
10. Скажи, что любишь меня! (фильм, 1977) — озвучивает: Драйвер (Гумрах Рахимов)
11. Деде Горгуд (фильм, 1975) — роль: Бейбеджан / озвучивает: Гараджа Чобан (Эльчин Мамедов)
12. До свидания, Южный город (фильм, 2006)
13. Главное интервью (фильм, 1971) — роль: Гасанов
14. Я ещё вернусь (фильм, 1980) — озвучивает: Канурёв (Валерий Малышев)
15. Банкротство (фильм, 2004)
16. Следствие продолжается (фильм, 1966 г.) — роль: Чингизов)
17. Пропавшая невеста (фильм, 1994)
18. Попутный ветер (фильм, 1973) — эпизод
19. Кровавая земля (фильм, 1985) — озвучивает: Тунч Вели (Гумрах Рахимов)
20. Рыцари чёрного озера (фильм, 1984) — озвучивает: Гулу (Хашим Гадоев)
21. Мститель из Гянджабасара (фильм, 1974) — озвучивает: Ахад (Самандар Рзаев)
22. Газельхан (фильм, 1991) — роль: Гафарзаде
23. Красный снег (фильм, 1998)
24. Мой белый город (фильм, 1993) — роль: Главврач
25. Насими (фильм, 1973) — роль: Юсиф
26. Оазис в огне (фильм, 1978) — озвучивает: Ильяшевич (Анатолий Фалькович)
27. Комната в отеле (фильм, 1998) — роль: Мистер Эрол
28. Игрок (фильм, 2008)
29. Другая жизнь (фильм, 1987) — озвучивает: Руфат (Али Хагвердиев)
30. Сказка о Валехе с Сарыкёйнаком (фильм, 1980) — роль: Мурадзаде
31. Самт кулый (фильм, 1973) — роль: Вор
32. Последнее желание (фильм, 2003) [3]
33. Девушка-свидетель (фильм, 1990) — озвучивает: полковник (Гасанага Турабов)
34. Рассвет Востока (Джаваншир бей)
35. Только остров не возьмёшь с собой (фильм, 1980) — роль: Ильяс
36. Каникулы (фильм, 1991)
37. Звёзды не гаснут (фильм, 1971)
38. Забытый человек (фильм, 1987) (доктор)
39. Лицом к ветру (фильм, 1977) — роль: Ильяс Мамедов
40. Иду на вулкан (фильм, 1977) — роль: Мастер Али
41. Ядигар (Учитель)
42. Родина (фильм, 1994) — роль: Махал
43. Родина (фильм, 1997) — роль: Махал[3]